# 高傒
高傒（前728年—前637年），姜姓，高氏，名傒，字仲，号祖望，高邑（今山东省禹城县）人。

## 生平
齐文公之子公子高的孙子，曾是正卿，為百姓所愛戴，與公子小白友善。公元前686年，公孫無知等杀齐襄公自立，不久高傒宴請連稱和管至父，调开连管之后，齊國大夫雍廩入宮殺公孫無知，高傒迎立公子小白回來繼位，是為齊桓公。其後高傒又與管仲糾合諸侯結盟有功。桓公命傒以王父字為氏，以功賜盧邑（今山東長清縣），世為上卿。他是成為渤海高氏與范陽盧氏的始祖。